# Petrocephalus bovei guineensis
Petrocephalus bovei guineensis is een ondersoort van de straalvinnige vissen uit de familie van de tapirvissen (Mormyridae). De wetenschappelijke naam van de soort is voor het eerst geldig gepubliceerd in 1973 door Reizer, Mattei & Chevalier.